# Veprecula vacillata
Veprecula é uma espécie de gastrópode do gênero Veprecula, pertencente a família Raphitomidae.